# Jamski tempelj Dambulla
Jamski tempelj Dambulla (singalsko දඹුල්ල රජමහා විහාරය Dam̆būlū Len Vihāraya, tamilsko தம்புள்ளை பொற்கோவில் Tampuḷḷai Poṟkōvil), znan tudi kot Zlati tempelj Dambule, je v osrednjem delu države Šrilanke in na seznamu svetovne dediščine Unesca od leta 1991.  Ta lokacija se nahaja 148 kilometrov (92 mi) vzhodno od Kolomba in 72 km severno od Kandija.
Dambulla je največji in najbolje ohranjen jamski kompleks na Šrilanki. Skalni stolpi se dvigajo 160 m nad okoliškimi ravninami. V okolici je več kot 80 dokumentiranih jam. Glavne zanimivosti so razporejene po petih jamah, ki vsebujejo kipe in slike. Ti so povezani z Gautama Budo in njegovim življenjem. Obstaja skupno 153 Budovih kipov, trije kipi šrilanških kraljev in štirje kipi bogov in boginj. Slednja sta Višnu in Ganeš. Poslikave pokrivajo površino 2.100 kvadratnih metrov. Na stenah jame so upodobljene skušnjave demona Mara in Budova prva pridiga (Dhammacakkappavattana Sutta).
Predhistorični Šrilančani so živeli v teh jamskih kompleksih pred prihodom budizma na Šrilanko, saj na tem območju obstajajo grobišča s človeškimi okostnjaki, starejšimi od 2700 let, v Ibbbbkani v bližini jamskega kompleksa Dambulla.

## Zgodovina
Ta tempeljski kompleks sega v prvo stoletje pr. n. št..  Ima pet jam pod ogromno previsno steno, izklesano z nadstreškom, ki ohranja notranjost suho. Leta 1938 je bila arhitektura okrašena z obokanimi kolonadami in vhodi z zatrepi. V notranjosti jame so stropi naslikani z zapletenimi vzorci religioznih podob po konturah kamnine. Obstajajo slike Bude in bodhisatev, kakor tudi različnih bogov in boginj.
Dambulla jamski samostan je še vedno v funkciji in ostaja najbolje ohranjena starodavna zgradba na Šrilanki. Ta kompleks izvira iz tretjega in drugega stoletja pred našim štetjem, ko je bil že uveljavljen kot eden največjih in najpomembnejših samostanov. Tradicionalno se domneva, da je Valagambo iz Anuradhapure spremenil jame v tempelj v prvem stoletju pred našim štetjem. Izgnan iz Anuradhapure je tu našel zatočišče pred uzurpatorji južnimi Indijci celih 15 let. Kose je vrnil na prestol in v svojo prestolnico, je kralj v zahvalo zgradil tempelj. Mnogo drugih kraljev, ki so vladali kasneje in v 11. stoletju je dodalo svoje, tako da je postalo veliko versko središče, kar je še vedno. Nissanka Malla iz Polonnaruwa je pozlatil jame in leta 1190 dodala približno 70 Budovih kipov. V 18. stoletju v času Kandijskega kraljestva so jame obnovili in poslikali.

## Pet jam
Tempelj je sestavljen iz petih jam različnih velikosti in veličastnosti.  Jame, zgrajene ob vznožju 150 m visoke skale v obdobju Anuradhapure (1. stoletje pred našim štetjem do 993 n. št.) in Polonnaruwe (1073-1250), so daleč najbolj impresivne med številnimi jamskimi templji, ki jih najdemo na Šrilanki. Dostop je vzdolž blagega pobočja, ki ponuja panoramski razgled na okoliško ravno pokrajino, tudi na kamnito trdnjavo Siringijo, ki je oddaljena 19 km. Ob mraku prileti na vhod v jamo stotine lastovk. Največja jama meri 52 m od vzhoda proti zahodu in 23 m od vhoda v globino, ima največjo višino 7 m. Tudi tukaj so hindujska božanstva, kot tudi kralji Valagamba in Nissanka Malla in Ananda - najbolj predani Budovi učenci.

### Jama božanskega kralja
Prva jama se imenuje Devaraja lena (lena v singalščini pomeni jama) ali »jama božanskega kralja«. Opis ustanovitve samostana je zapisan v prvem stoletju v Brahmi napisu nad vhodom v prvo jamo. V tej jami prevladuje 14-metrski kip Bude, izklesan iz skale. V svoji zgodovini je bil večkrat prebarvan in verjetno dobil svojo zadnjo barvo v 20. stoletju. Pri nogah je Budov najljubši učenec, Ananda; pri njegovi glavi je Višnu, pravijo, da je uporabil svoje božanske moči, da bi ustvaril jame.

### Jama velikih kraljev
V drugi in največji jami sta, poleg 16 stoječih in 40 sedečih kipov Bude, bogova Saman in Višnu, ki ju romarji pogosto okrasijo z venci in končno kipa kralja Vattagamani Abhaya, ki je v 1. stoletju pred našim štetjem počastil samostan in kralj Nissanka Malla, ki je bil v 12. stoletju odgovoren za pozlatitev 50 kipov, kar kaže na kamnitem napisu pri vhodu v samostan. Ta jama se zato imenuje Maharaja lena- »Jama velikih kraljev«. Kip Bude izklesan iz kamnine na levi strani prostora, spremljajo lesene figure Bodhisattev Maitreya in Avalokitešvara ali Nata. Obstaja tudi dagoba in izvir, ki kaplja vodo iz razpoke v stropu in pravijo, da ima zdravilno moč. Značilne tempera slike na jamskem stropu iz 18. stoletja prikazujejo prizore iz Budovega življenja, od sanj Mahamaya do skušnjav demona Mara. Nadaljnje slike povezujejo pomembne dogodke iz zgodovine države.

### Velik nov samostan
Tretja jama, Maha Alut Vihara - Velik nov samostan ima stropne in stenske slike v tipičnem kandijskem slogu iz časa vladavine kralja Kirti Sri Rajasinha (1747-1782), slavnega budističnega revivalista. Poleg 50 Budovih kipov je tudi kip kralja.

## Kipi
V teh svetiščih so prikazane mnoge epohe singalskega kiparstva in singalske umetnosti. Kipi Bude so različnih velikosti in položajev - največji je 15 metrov dolg. V eni jami je več kot 1.500 slik Bude, ki pokrivajo strop.

## Zaščita
Ohranjanje tempeljskega kompleksa Dambulla je osredotočeno predvsem na ohranjanje stenskih poslikav. Senake Bandaranayake poroča, da so bile poslikave očiščene med začetnim projektom ohranjanja v šestdesetih letih, ki je vključeval čiščenje muralov in uporabo zaščitne prevleke. 
Kasnejše strategije ohranjanja (predvsem od leta 1982) so se osredotočale na ohranjanje integritete obstoječega kompleksa, ki je ostal nespremenjen od obnove tempeljske verande v tridesetih letih dvajsetega stoletja. Ta strategija je bila dogovorjena med projektom sodelovanja med Unescom, Cultural Triangle Project Šrilanke in tempeljskimi oblastmi Dambulle, ki je potekala od leta 1982 do 1996.
Ker je tempelj Dambulla še vedno aktiven ritualni center, so bili načrti za ohranjanje projekta v letih 1982-1996 usmerjeni v izboljšanje infrastrukture in dostopnosti lokacije v skladu s statusom UNESCO-ove svetovne dediščine. To je bila prenova ročno izdelanega tlaka v kompleksu in namestitev sodobne razsvetljave. Nadaljnje naložbe v tempeljsko infrastrukturo so zaznamovale gradnjo muzeja in drugih turističnih objektov, ki se nahajajo izven zgodovinskega kompleksa.
Inšpekcijski pregledi Unesca leta 2003 so predlagali širitev obstoječega varovanega območja okoli kompleksa, da bi zmanjšali škodo na okoliških arheoloških značilnostih.
Projekt ohranjanja, ki se je izvajal med letoma 1982 in 1996, se je osredotočil predvsem na ohranjanje stenskih poslikav iz osemnajstega stoletja, ki predstavljajo približno 80% vseh ohranjenih slik v Dambulli. Do poznih devetdesetih je večina teh slik ostala v odličnem stanju, saj so večja svetišča (Vihara 3 in Vihara 2) še vedno ohranila večino značilnosti osemnajstega stoletja.
Čiščenje ni bilo opravljeno med projektom 1982-1996, ki se je namesto tega osredotočil na izvajanje številnih sanacijskih ukrepov za stabilizacijo muralov in razvoju dolgoročne strategije ohranjanja, da bi čim bolj zmanjšali nadaljnjo škodo na človeku ali okolju.

## Galerija
- Zunanjost
- Murali
- Kipi Bude
- Kip slonečega Bude
- Notranjost jamskega templja